# Cakewalk (bedrijf)
Cakewalk, Inc. is een Amerikaans softwarebedrijf gericht op muziekproductie. Het bedrijf werd in 1987 opgericht in Boston, en in 2004 nam Roland Corporation een groot aandeel in het bedrijf.
Cakewalk is bekend geworden door het muziekprogramma en digitaal audiomontagesysteem SONAR, dat multi-spoor opnamen en bewerkingen ondersteunt van digitale audio en MIDI. Daarnaast biedt het bedrijf diverse softwareproducten gericht op muziek.

## Geschiedenis
Cakewalk werd in 1987 opgericht door Greg Hendershott als Twelve Tone Systems, Inc. Hendershott ontdekte dat veel klanten verwezen naar het bedrijf als Cakewalk, de naam van hun eerste product. Cakewalk was een MIDI-sequencerprogramma vernoemd naar een passage uit een muziekstuk van componist Claude Debussy.
In januari 2008 werd de bedrijfsnaam gewijzigd naar "Cakewalk by Roland", om duidelijk te maken dat Roland een meerderheidsbelang had. Volgens Hendershott ging het niet om een overname, maar om een samenwerkingsverband met gedeelde hardware- en softwareproducten. De samenwerking met Roland gaat terug naar het begin waar de software van Cakewalk soms specifiek ontworpen was voor de MPU-401 MIDI-interface van Roland. Een eerste zakelijke samenwerking begon in 1995, en later in 2003 werd deze samenwerking intensiever.
In september 2008 werd de naam opnieuw gewijzigd naar Cakewalk, Inc.

## Producten

### Sequencers & digitale audio werkstations
1. SONAR Platinum (Flagship DAW)
2. SONAR Professional
3. SONAR Artist
4. SONAR Steam Edition
5. SONAR X3 Producer
6. SONAR X3 Studio
7. SONAR X3

### Instrumenten
1. Dimension Pro
2. Rapture
3. Z3TA+ 2
4. SFZ+
5. Studio Instruments
6. Session Drummer 3
7. Pentagon
8. Square
9. Triangle

### Effecten
1. Sonitus:fx Suite
2. Boost 11
3. CA-2A Leveling Amplifier

### Consumentenapparatuur
1. Music Creator
2. Pyro Audio Creator
3. Kinetic
4. USB Music Pack

### Oudere productlijnen
- Cakewalk Professional voor DOS en Windows
- Cakewalk Pro Audio
- SONAR 1 t/m 2.2
- SONAR Studio & Producer